# Falkner (romanzo)
Falkner è l'ultimo romanzo di Mary Shelley, pubblicato nel 1837.
Come il suo precedente romanzo, Lodore (1835), Falkner segue l'educazione di una giovane donna alle prese con un padre tirannico. Il protagonista con i suoi conflitti interiori raccoglie in sé tutte le caratteristiche dell'eroe byroniano, ma la protagonista femminile assume una posizione centrale nella storia. Infatti, si tratta dell'unico dei romanzi di Mary Shelley in cui l'eroina trionfa.

## Trama
A sei anni, orfana, Elizabeth Raby impedisce a Rupert Falkner di suicidarsi; Falkner quindi la adotta e la cresce come un modello di virtù. Tuttavia, lei si innamora di Gerard Neville, la cui madre Falkner aveva involontariamente spinto alla morte alcuni anni prima. Quando Falkner è finalmente assolto dall'accusa di aver ucciso la madre di Neville, le virtù di Elizabeth domano gli impulsi distruttivi dei due uomini che ama, che si riconciliano e vivono con Elizabeth in armonia.

## Edizioni
- Il segreto di Falkner, traduzione e cura di Elena Tregnaghi, Edizioni della Sera, Roma, 2017.